# Epigynopteryx eugonia
Epigynopteryx eugonia är en fjärilsart som beskrevs av Louis Beethoven Prout 1935. Epigynopteryx eugonia ingår i släktet Epigynopteryx och familjen mätare. Inga underarter finns listade i Catalogue of Life.